# Zajęcie ojczyzny
Zajęcie ojczyzny (węg. honfoglalás) – okres w dziejach Węgrów od opuszczenia przez nich siedzib na stepach nadczarnomorskich, tzw. Atelkuzu (węg. Etelköz), do zajęcia Kotliny Panońskiej (896–906).

## Przyczyna i przebieg
Około 893, bucharski emir kalifa bagdadzkiego, Ibrahim ibn Achmed rozgromił graniczących z nim na północ od Syr-darii i Jeziora Aralskiego Oguzów i zagarnął ich stada. Pozbawieni dobytku Oguzowie napadli na Pieczyngów, koczujących między Morzem Kaspijskim a Uralem. Przegonieni ze swych pastwisk Pieczyngowie powędrowali nad Wołgę i Don (895). 
Tymczasem trwała wojna między Bułgarią a Bizancjum. Pobity cesarz Leon VI Mądry/Filozof (886–912) nakłonił Węgrów do najazdu na Bułgarię (894). W odpowiedzi car Symeon I Wielki (893–927) zawarł szybko porozumienie z Konstantynopolem i sprzymierzył się przeciw Węgrom ze świeżo przybyłymi Pieczyngami. Ci napadli na nadczarnomorskie siedziby Węgrów wtedy, kiedy główne ich siły operowały w Bułgarii. 
Z powodu tej klęski około 896 r., Węgrzy wyruszyli z Atelkuzu na zachód, wraz z rodzinami i resztką dobytku, z obawy przed następnym atakiem Pieczyngów w poszukiwaniu nowych ziem. Przyjmuje się, że przez przełęcz werecką w Karpatach Wschodnich na południe od dzisiejszego Stryja, przeszedł Arpad wraz ze strażą przednią, główna zaś masa ludności napływała stopniowo do Panonii przez Siedmiogród (węg. Erdély). Do 906 r. Węgrzy zasiedlili większość Basenu Karpackiego: najpierw Wielką Nizinę Węgierską, a po przejściu Dunaju historyczną Panonię.

## Skutek
Bezpośrednim następstwem węgierskiego „zajęcia ojczyzny” było zniszczenie przez nich Państwa Wielkomorawskiego w następstwie bitwy pod Bratysławą w 907 roku, o czym opowiada przytaczana w węgierskich kronikach tzw. „Legenda o białym koniu”. 
Równolegle z osadzaniem się w Panonii Węgrzy zaczęli organizować wyprawy rabunkowe (węg. kalandozás) na Europę Zachodnią, głównie Niemcy (Państwo Wschodniofrankijskie), Italię i Francję (Państwo Zachodniofrankijskie) trwające do 955.

### Źródła
- Anonimowy notariusz króla Béli Gesta Hungarorum, przeł. Aleksandra Kulbicka, Krzysztof Pawłowski, Grażyna Wodzinowska-Taklińska, wstęp i przypisy Ryszard Grzesik, Kraków: Wydawnictwo Towarzystwa Naukowego „Societas Vistulana”, 2006.
- Powieść minionych lat, przeł. i oprac. Franciszek Sielicki, Ossolineum 1999.

### Opracowania
- György Györffy, Święty Stefan I. Król Węgier i jego dzieło, przeł. Tomasz Kapturkiewicz, Oficyna Wydawnicza RYTM, Warszawa 2003.
- Krzysztof Polek, Państwo wielkomorawskie i jego sąsiedzi, Wydawnictwo Naukowe WSP, Kraków 1994.
- Wojciech Szymański, Elżbieta Dąbrowa, Awarzy, Węgrzy, z serii: "Kultura Europy wczesnośredniowiecznej" z. 5, Ossolineum 1979.